# パチスロ機動戦士ガンダムIII 〜めぐりあい宇宙編〜
『パチスロ機動戦士ガンダムIII 〜めぐりあい宇宙編〜』（パチスロきどうせんしガンダムスリー めぐりあいそらへん）は、2009年7月に山佐が開発・販売したパチスロ機（5号機）である。
先代は2007年冬に導入された『パチスロ「機動戦士ガンダムII 〜哀・戦士編〜」』。

## 概要
- 劇場版アニメ『機動戦士ガンダムIII めぐりあい宇宙編』とのタイアップ機で、2009年7月21日導入。筺体は前作とほぼ同様であり、演出などは同作に準じているものが多い。
- 前作はボーナスに完走型RTが付いたオーソドックスな仕様であったが、今作はARTで出玉を増やす仕様で、同社が発売した『パチスロキン肉マン』にゲーム性は近い。
- 設定は6段階。設定6の機械割は約120%と高い。
- 有効ラインは通常5ラインの上段・下段一直線が無効で、小V・逆小Vが加わっている。
- ベルは押し順によって5択となっており、正解すると12枚の払い出しだが、不正解だと見た目には無効ラインにベルが揃い、リールは1枚役と2枚役が同時に揃って合計3枚の払い出しとなる。なお、押し順は合計6パターンであるが、中リールを最初に押した場合の2パターン(中→左→右、中→右→左)は共通となっているため5択となっている。

## 通常時
成立役によって移行抽選され、「通常」・「高確」・「超高確」の3つの状態を行き来する。ボーナスを引き当てた際に滞在していた状態によってART突入率が変化する。基本的にチェリー、スイカといったレア役で状態アップ抽選、ハズレ時に状態ダウン抽選をおこなう。

## ボーナス
ボーナスはレギュラーボーナスのみで最大7ゲーム、純増枚数は0枚から63枚、当選確率はどの設定でも約88分の1（いずれもメーカー発表）。
ボーナスとなる絵柄の組み合わせは5通りあり、
1. 白色V絵柄の3つ揃い - ART突入が確定。さらにARTのストックが1個以上確定し、継続率は最低でも50%、最大で87.5%と高く、一気にメダルを獲得するチャンスである。当選確率は設定6でも約6553分の1、設定1では約8192分の1と低い。単独当選時はフリーズ演出を伴うことがある。
2. 同色7（赤7または青7）の3つ揃い - 「エピソードバトル」に突入、バトルに勝利すればART突入が確定する。ボーナス中は押し順ナビが完全に出るため63枚獲得できる。設定、ボーナスを引き当てた際の状態、何の小役と重複していたかによってART突入率が決定される。
3. 異色7の3つ揃い - 「リールバトル」に突入する。7ゲームのボーナスの内、2 - 6ゲームのベルの押し順の正解率によってART突入率が決まる。5回全て当てるとART突入確定である。押し順に外れた場合は3枚の払い出しとなるため、3枚消費で3枚獲得で損得なしである。よって7回全て外れると獲得枚数は0枚である。押し順ナビが発生する場合もあり、1ゲーム目の押し順に正解したか否か、ボーナスを当てた時の状態によって押し順ナビの出現率が決まる。なお、ART中に引き当てた場合は同色7揃いと同じく「エピソードバトル」となり、全ゲームで押し順ナビが発生。確実に63枚獲得できる。

ボーナス後、ARTに突入しなかった場合はRT状態から始まる。ベルの押し順不正解により3枚役が入賞し通常時に戻る。ベル成立時に「格上げチャンス」が発生することがあり、そのゲームでベルの押し順を当てることができればART突入となる。

## ART(Gエピソード)
- GエピソードというARTは次回ボーナスまで継続する。純増枚数は1ゲームあたり約1.2枚（メーカー発表）。
- ART中にボーナスに当選した場合はまずストックがあればそれを消費して次回もARTが継続する。ストックが無ければART突入時に決まっていた継続率によって継続抽選が行われ、当選すれば次回もART継続、はずれればART終了となる。継続率は0%、50%、75%、87,5%の4種類ある。
- ART中に引き当てたボーナスは全てエピソードバトルとなり、確実に63枚獲得できる。
- ART中にパンク役であるシングルボーナスが揃うとATに降格してしまう。そのため、パンク役成立時(赤いナビが出現する)にはリプパンはずしが必要となる。しかしパンク役は各リールに1箇所しかないため、適当にリールを止めても揃うことは稀だが、どこか1リールに白BAR図柄を押せば確実にはずせる。
- 同様に12枚役のベルの押し順ナビが出現した際に誤って他の押し順で止めて3枚の払い出しを受けるとATに降格となる。
- ART中はレア役が成立するとストックポイントの抽選が行われ、1500ポイントにつき1回ARTがストックされる。チェリー、スイカは最低100ポイントが獲得でき、パンク役でも抽選される。また、3連続パンク役が成立すれば約20%で1500ポイントが、4連続で1500ポイントを確実に、5連続以上はパンク役を引くたびに7500ポイントが獲得できる。なお、獲得ポイントが1500未満の場合はボーナスを当てた際に0に戻る。
- ART突入時に登場したキャラクターや、演出のステップによってストックや継続率がある程度示唆される。

## 天井
- ボーナスを12回引き当ててもART突入しなかった場合は天井状態になり、次回ボーナス当選時に通常のART抽選にはずれても2分の1の確率でART突入となる。なお、設定変更時も4分の1の確率でこの状態からスタートする。
- ボーナス間で782ゲームはまった場合、次回ボーナス時には必ずARTに突入し、なおかつ最高継続率の87.5%が確定する。ただしボーナス確率が高いため、そこまではまることは稀である。